# 트룰로 공의회
트룰로 공의회 또는 퀴니섹스툼 공의회(라틴어:Concilium Quinisextum, "제5-6회 보완 공의회")는 비잔티움 황제 유스티니아노스 2세가 692년 콘스탄티노폴리스 황궁의 원형 회의실인 트룰로 실(室)에서 소집한 기독교 공의회이다. 교리에 따른 규정을 결정하는 조정회의 성격을 지녔다. 
일반적 공의회는 지명을 공의회 명칭으로 사용하나, 트룰로 회의는 지명이 아닌 건물명을 사용하여 실행규정을 위논하는 조정회의임을 명확히 했다. 이 공의회에서 102개 조항의 교회법을 공표하여 교회 행정 및 의식의 여러 문제들을 규정하였으며, 특히 일반 신자와 성직자들은 기독교 도덕을 장려하고 확고히 할 것을 강조하는 내용을 담고 있었다.

## 이름의 유래
트룰로는 콘스탄티노폴리스에 있는 황제의 궁궐 내부 원형 건물의 회의실 이름이다. 공의회에 지역명이 아니라 회의실 이름이 사용된 것은 교리적인 내용이 아니라 교리에 따른 사소한 규정을 정하는 회의였기 때문이다. 일종의 세부내용 조정 회의였다. 흔히 서방교회인 천주교회에서 '퀴니섹스툼'이라고 하는 것은 라틴어로 5와 6을 뜻하는 'quin'과 'sex'를 합친 것으로 이전에 벌어진 두 차례 세계 공의회 (제5차 세계 공의회와 제6차 세계공의회) 이후에 교리에 따라 해결해야 할 세부적 규정 문제들을 다루었던 회의로 이런 이름을 붙였다.

## 공의회의 내용
691년 황제 유스티니아노스 2세가 제창하여 이듬해 열린 트룰로 공의회에서는 165명의 4개 지역교회인 콘스탄티노폴리스, 알렉산드리아, 안디옥, 예루살렘의 주교들이 참석해 토론을 벌였는데 교리적인 문제가 아니라 사소한 행동에 대한 문제를 씨름하느라 많은 시간을 보내야 했다. 공의회는 102조항의 교회법을 마련했는데, 이 가운데 많은 법이 로마교회의 상황과 무관한 것이 많았고, 황제는 중요한 교리 회의도 아니고 거리가 멀어 시간과 비용도 많이 들어 로마교회 대표를 초대하지 않았으나, 로마교회에서는 이미 멸망한 서로마지역의 교회인 로마교회의 주교들을 초청하지 않아 황제가 로마교회를 무시한다고 인식하였다.
이 공의회에서 결정된 102조의 교회법 조항중 몇가지는 다음과 같다.
- 교회법 3조 : 성직자의 재혼을 금한다. 세례를 받은 이후에 과부, 창녀, 노예, 여배우와 결혼한 남자는 절대 사제가 될 수 없다.
- 교회법 11조 : 사제는 유대인 의사에게서 진료를 받거나 유대인과 함께 목욕탕에 들어 갈 수 없다.
- 교회법 65조 : 초승달이 뜰 때 모닥불을 피워놓고 주위를 돌려 춤추는 행위는 금지된다.
- 교회법 79조 : 크리스마스 선물은 금지된다.
- 교회법 96조 : 머리카락을 도발적이거나 유혹적으로 곱슬거리도록 한 채로 교회건물에 들어오지 못한다.

## 보편교회 지역에 공포
보편교회 5개 지역인 콘스탄티노폴리스와 알렉산드리아, 안디옥, 예루살렘 교회에서 찬성하였으므로 로마교회의 반대와 관련 없이 보편교회 전체에 공포하였다. 황제 유스티니아노스는 거리가 먼 지역이었던 로마교회에 공의회 대표단을 초청하지도 않았고, 공의회가 끝난뒤 즉각 로마 교회에 공의회의 결정을 수용하라고 했다. 로마교회 대주교 세르지오 1세는 당연히 이 공의회에서 결정된 사항을 인정할 수 없다고 정치적인 이유로 거절하였다. 그러나 콘스탄티노폴리스를 중심으로 했던 보편교회의 결정에 아무런 영향을 끼치지는 못하였고 보편교회 전역에 공포하였다. 11세기 이후 이 교회법들은 로마교회에서 인정하지 않았다.
7세기 서로마제국은 이미 붕괴된 상태였고, 동로마제국만이 실제적인 로마제국의 중심이었다. 동로마의 중심지였던 콘스탄티노폴리스가 보편교회의 중심지였고, 신약성경 언어인 코이네 그리스어가 보편교회의 언어였다. 당시 보편교회의 5개 지역 교회에서 로마교회는 철저하게 변방이었다. 로마교회 대주교의 반대는 보편교회의 결정에 아무런 영향을 끼치지도 못하였다.
현재 동방 정교회에서는 이 공의회를 제5차와 6차 공의회의 일부로 받아들이고 있으며, 서방교회 중 개신교회는 5차 공의회의 부수적 회의로 수용한다. 이와 달리 서방교회 중 천주교회는 이 공의회를 인정하지 않는다.

## 현재 의미
21세기 현재에 트룰로 공의회의 결정 내용은 7세기 유럽과 소아시아 지역의 로마 문화권 연구에 도움을 주는 자료이나 현대에 적용은 불가능하다. 대부분이 7세기에 적용하는 생활 규칙을 담은 조항으로 현재에는 인종적 문제와 문화적 문제를 일으킬 수 있으므로, 21세기에는 적용하지 못하는 조항이 대부분이다. 그러나, 트룰로 공의회 연구의 중요한 점은 7세기 기존의 로마문화와 소아시아와 중동 문화배경에서 기독교 문화를 형성하고, 그 기준을 생활 속에서 구성하고자 노력한 당시 교회의 모습과 열정이다.

## 같이 보기
- 펜타르키